# This Place Is Empty
Pistes de A Bigger Bang
Biggest Mistake
(8) Oh No, Not You Again
(10)
This Place Is Empty est une chanson du groupe britannique The Rolling Stones écrite par Mick Jagger et Keith Richards et parue en 2005 sur l'album A Bigger Bang. Elle est l'une des deux chansons de l'album avec Infamy chantée par le guitariste Keith Richards.

## Composition

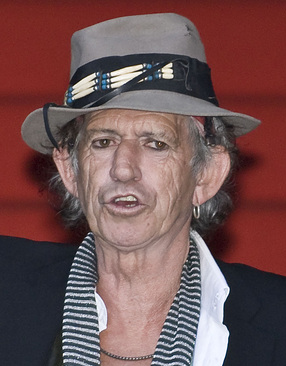
Keith Richards (ici en 2008) est le chanteur principal de cette chanson.

Dans une vidéo promotionnelle sur le site officiel des Rolling Stones, Keith Richards a déclaré avoir commencé à écrire la chanson un soir dans sa maison du Connecticut alors que sa femme était sortie sans lui. Il a dit qu'il était assis sur un canapé et que la chanson lui est venue. La version définitive de This Place Is Empty est une ballade douce-amère où Keith Richards se languit de son visage familier : 

## Enregistrement
La chanson est enregistrée chez Mick Jagger dans le château de Fourchette en France. La chanson se distingue par son introduction au piano et le timbre rauque du chant de Keith. La chanson est principalement acoustique, Mick Jagger joue de la guitare slide et Keith est au chant, au piano, à la guitare acoustique et à la basse. Mick a également joué de la batterie sur l'enregistrement original pour être remplacé par la suite par celle de Charlie Watts, disponible après ses problèmes de santé.

## Postérité
La chanson a été jouée à certains concerts de la tournée A Bigger Bang en 2005 et 2006 à la place de Happy.
This Place Is Empty a été reprise par le chanteur belge Gilles Snowcat sur son album You've Been Unboxing Gilles Snowcat en 2020.

## Personnel
Crédités,:
- Mick Jagger: guitare slide, chœurs
- Keith Richards: chant, guitare électrique, piano, basse
- Charlie Watts: batterie
- Don Was: piano